# Tóarfjall (berg i Island, Austurland)
Tóarfjall är ett berg i republiken Island. Det ligger i regionen Austurland, 400 km öster om huvudstaden Reykjavík. Toppen på Tóarfjall är 994 meter över havet.
Närmaste större samhälle är Neskaupstaður, nära Tóarfjall. Trakten runt Tóarfjall består i huvudsak av gräsmarker.